# 長津村 (愛媛県)
長津村（ながつむら）は、愛媛県の東予地方の宇摩郡にあった村。
1954年3月31日に土居村、長津村、小富士村、蕪崎村、天満村、関川村の6か村の合併により、町制施行して宇摩郡土居町となり、自治体としては消滅した。その後、土居町は平成の大合併により、四国中央市の一部となり、現在に至る。現在の四国中央市の西部。燧灘沿岸。

## 地理
大地川下流左岸から河口付近にかけての一帯。北を燧灘に面している。
村名の由来
不詳

## 歴史
江戸時代
- 1645年（正保2年）　西条藩主一柳家の次男、一柳直照が分知せられ旗本となり、津根村八日市に陣屋を置く。
- 1704年（宝永元年）　幕府領となる。
- 1706年（宝永3年）　野田村の一部の幕府領を除き西条藩領となる。

### 村の沿革
- 1889年（明治22年）12月15日 - 町村制施行に伴い、津根、野田がそれぞれ宇摩郡津根村（つねむら）、野田村（のだむら）となる。
- 1940年（昭和15年） - 津根村、野田村が合併し、長津村発足。
- 1954年（昭和29年）3月31日 -土居村、長津村、小富士村、天満村、蕪崎村、関川村の6か村が合併、町制施行し土居町となり、長津村は自治体としては消滅した。

```
長津村の系譜
（町村制実施以前の村）　（明治期）　　　　　　（昭和の合併）　　　（平成の合併）
　　　　　　　　　　　　町村制施行時
　　　　　　　　　　　　　　　　　　　昭和15年2月11日
津根　━━━━━━━津根村━┓　　　　　合併　　　　　　　　　　
　　　　　　　　　　　　　　┣━━━━━長津村━┓
蕪崎　━━━━━━━野田村━┛　　　　　　　　　┃　　　　　　　　　　　　　　
　　　　　　　　　　　　　　　天満村━━━━━━┫　
　　　　　　　　　　　　　　　蕪崎村━━━━━━┫　昭和29年3月31日
　　　　　　　　　　関川村━━━━━━━━━━━┫　 合併・町制施行
　　　　　　　　　　小富士村━━━━━━━━━━╋━土居町━━━━━┓
　　　　　　　　　　土居村━━━━━━━━━━━┛　　　　　　　　　┃平成16年4月1日
　　　　　　　　　　　　　　　　　　　　　　　　　　　　　　　　　　┃　新設合併
　　　　　　　　　　　　　　　　　　　　　　　　　　　　　　　　　　┣━四国中央市
　　　　　　　　　　　　　　　　　　　　　　　　　　　川之江市　━━┫
　　　　　　　　　　　　　　　　　　　　　　　　　　　伊予三島市━━┫
　　　　　　　　　　　　　　　　　　　　　　　　　　　新宮村　━━━┛

（注記）長津村以外の合併以前の系譜はそれぞれの市町村の記事を参照のこと。

```

## 地域
合併、発足時の旧2村を大字とした。土居町になっても受け継がれた。
津根（つね）、野田（のだ）
平成の合併により四国中央市になってからは、現地名を継承し、その前に「土居町」を付し、大字を省く。
　四国中央市土居町津根、同野田

## 交通
海岸線とほぼ並行に走る国道11号と国鉄予讃本線が東西に横断している。村内に赤星駅ができたのは、合併して土居町になった後である。

## 産業
農業 米作のほかサトイモなど。